# ذكريات الغد
ذكريات الغد أو أشيتا نو كيوكو (باليابانية: (明日の記憶) هو فيلم دراما ياباني صدر سنة 2006 من بطولة كين واتانابي وكاناكو هيجوتشي وإخراج يوكيهيكو تسوتسومي، وهو مقتبس من رواية بنفس العنوان نُشرت بواسطة هيروشي أوجيوارا في 2004.
يصور الفيلم كيف تغيرت حياة رجل أعمال ناجح بعد تشخيصه بمرض آلزهايمر مبكر البدء في الخمسين من عمره ومعاناته مع المرض بفقدان ذاكرته تدريجيا. حصل الفيلم على ثمانية جوائز وأربع ترشيحات من مصادر مختلفة.

## روابط خارجية
- ذكريات الغد على موقع IMDb (الإنجليزية)
- ذكريات الغد على موقع ميتاكريتيك (الإنجليزية)
- ذكريات الغد على موقع روتن توميتوز (الإنجليزية)
- ذكريات الغد على موقع نتفليكس (الإنجليزية)
- ذكريات الغد على موقع ألو سيني (الفرنسية)
- ذكريات الغد على موقع Turner Classic Movies (الإنجليزية)
- ذكريات الغد على موقع أول موفي (الإنجليزية)
- ذكريات الغد على موقع فيلمافينيتي (الإسبانية)
- ذكريات الغد على موقع قاعدة بيانات الفيلم (الإنجليزية)
- ذكريات الغد على موقع ليتربوكسد (الإنجليزية)

- ذكريات الغد  في قاعدة بيانات الأفلام على الإنترنت (بالإنجليزية)